# Socialite
Socialite (từ tiếng Anh) là tên gọi về một người nào đó, người này thường được xã hội thừa nhận và biết đến. Thuật ngữ này thường dùng tại các nước nói tiếng Anh, đặc biệt là họ thường tham dự các bữa tiệc, hoạt động từ thiện, gây quỹ, sự kiện quan trọng và thời trang. Sự nổi tiếng của nó chủ yếu là từ các hoạt động này.

## Thuận ngữ

### Hoa Kỳ
Một socialite ở Mỹ dựa trên xuất thân gia đình và nền giáo dục, vị thế kinh tế, ban đầu được liệt kê trong Đăng ký xã hội ở Mỹ, và địa chỉ của những gia đình nổi bật trong thế kỷ 19.

### Vương quốc Anh
Trong lịch sử, socialite đã thuộc từ tầng lớp quý tộc Anh và gia đình quý tộc. Nhiều cá nhân cũng đã có gia đình quyền thế hoặc các mối quan hệ thân biết với gia đình Hoàng gia Anh.
Đầu thế kỷ 17 và giữa thế kỷ 19, các sự kiện xã hội ở London và tại hoàng gia là trọng tâm của các hoạt động trong xã hội. Một số người nổi tiếng tiêu biểu tại Anh: Beau Brummell, Daisy, công chúa của Pless, chị em nhà Mitford.
Trong thế kỉ 21, Khu hoàng gia Kensington và Chelsea được coi là nhà hiện tại của hoạt động trong xã hội ở Anh.

## Trong thế kỉ 21

### Phim truyền hình
Một bộ phim truyền hình Gossip Girl phát sóng ở Mỹ giữa tháng 9 năm 2007 và tháng 12 năm 2012, tập trung vào cuộc sống của những socialites New York, người sống ở Upper East Side của Manhattan. Chương trình là một ảnh hưởng mạnh mẽ đến thế nào được coi trọng trong xã hội trong thế kỷ 21.

### Người nổi tiếng
• Về thời trang:Olivia Palermo
• Ngôi sao truyền hình, thực tế: Paris Hilton, Kim Kardashian,...